# Hong Kong nos Jogos Olímpicos de Verão de 1968
Hong Kong participou dos Jogos Olímpicos de Verão de 1968 na Cidade do México, México.